# ناحیه (نمایش‌نامه)
ناحیه نام ‌نمایش‌نامه‌ای به زبان فرانسوی از مارسل دوبه نمایشنامه‌نویس کانادایی است. 

## خلاصه نمایش‌نامه ناحیه
این نمایش‌نامه در مورد تبهکار جوانی به نام تارزان است که رهبری یک گروه فروش غیرقانونی سیگارهای آمریکایی را بر عهده دارد.
این نمایش نامه تلفیقی از واقعیت زندگی مدرن و روایت تارزان می‌باشد. تارزان در این نمایش نامه مرد جنگل نیست بلکه جوانی است که چند نوجوان هم دستش را به میل خودشان به قاچاق سیگار کشانده‌است. 
دوبه در این نمایش‌نامه زندگی پرماجرای بچه‌های فقیر را شرح داده‌است. 

## ویژگی‌های نمایش‌نامه ناحیه
سبک این نمایش‌نامه واقع‌گرایی است. در پایان این نمایش‌نامه رئیس گروه بچه‌های قاچاقچی - با نام مستعار تارزان - توسط ماموران پلیس کشته می‌شود. 
نمایش‌نامهٔ ناحیه از بهترین نمایش‌نامه‌های مارسل دوبه است. در دیگر آثار دوبه نیز تلفیق واقع‌گرایی و نمادگرایی را می‌توان یافت اما این تلفیق در متن در نمایش نامهٔ ناحیه بیشتر از دیگر آثار او است.
آوردن اسم کوچه اتواتر مشخص می‌کند که مکان رخ دادن حوادث نمایش‌نامه در مونترال است و هدف نویسنده نشان دادن واقعیت زندگی خردسالان فقیر در این شهر است.
نمایش نامه ناحیه صرفا به این خاطر که درباره مونترال نوشته شده بومی نیست و به دلیل نگرش نویسنده به موضوعی که در همه شهرها عمومیت دارد جهانی است.

## منبع
- Zone- Marcel Dubé- Leméac Editeur Inc.- ۲۰۰۴- Montréal